# Váradi Margit
Váradi Margit (Nagyvárad, 1880. április 6. – 1971.) operaénekesnő (alt, szoprán).

## Életpályája
1900-ban végzett a Színművészeti Akadémia hallgatójaként. Énektanulmányait Bellovics Imrénél végezte. Később a Zeneakadémián és Bécsben tanult. 1899–1920 között a Magyar Állami Operaház magánénekesnője volt. 1915-től Aradra szerződött, és itt is élt haláláig.
Hosszú évekig a Komjáthy János által vezetett brassó-kassai együttes tagja volt, és elsősorban operettekben kapott szerepet. Operák, operettek és népszínművek főszerepeit játszotta. Elsősorban Puccini-szerepekben aratott sikereket.

## Szerepei
- Verdi: Rigoletto – Gilda; Maddalena
- Puccini: Tosca – Tosca
- Bizet: Carmen – Michaela
- Mascagni: Parasztbecsület – Santuzza
- Schubert-Berté: Három a kislány – Médi
- Rákosi-Szabados: A bolond – Bimbilla
- Verdi: A trubadúr – Azucena
- Gounod: Faust – Márta
- Puccini: Pillangókisasszony – Suzuki